# Jakob Rüdiger von Zastrow
Jakob Rüdiger von Zastrow (* 1707 in Reinfeld im Landkreis Rummelsburg; † 30. März 1782 in Königsberg, Ostpreußen) war königlich preußischer Offizier, zuletzt im Range eines Generalmajors. 

## Familie
Jakob Rüdiger von Zastrow entstammte der Familie Zastrow, er war der zweite Sohn des Rüdiger von Zastrow (1644–1717), Erbherr auf Reinfeld und Kolziglow und der Eva von Massow. Er war seit 1755 mit Louise Elisabeth Freiin von Blankenburg († nach 1788) vermählt. Seine Ehe blieb kinderlos.

## Leben
Zastrow begann seine Laufbahn 1723 als Kadett und kam 1726 beim Infanterieregiment Nr. 13 (v. Dönhoff) als Junker unter. 1732 wurde er Fähnrich, 1742 Sekondeleutnant, 1746 Hauptmann. Als solcher nahm er an der Schlacht bei Lobositz teil und erhielt für seinen Einsatz 1756 den Orden Pour le Mérite. 1758 erfolgte die Beförderung zum Major und 1762 die Versetzung zum Grenadier-Garde-Bataillon im Infanterieregiment Nr. 6 (v. Saldern). Dort wurde er 1763 Kommandeur, 1765 Oberstleutnant und 1767 Oberst. In diesem Rang erhielt er vom König am 30. Juni 1776 das Infanterieregiment  Nr. 11 in Königsberg. Im Jahre 1777 wurde er zum Generalmajor erhoben. Er nahm an zahlreichen Schlachten des Siebenjährigen Krieges teil.
Schon 1755 bedachte ihn der König mit der Amtshauptmannsstelle von Linum sowie der Drostenstelle von Lühnen und Hörde in der Grafschaft Mark.
Zastrow wurde am 3. April beigesetzt.